# Aeroportul Cabinda
Aeroportul Cabinda (IATA: CAB, ICAO: FNCA) este un aeroport din Provincia Cabinda, Angola ce deservește zona Cabinda. A fost numit după zona deservită.
Situat la o altitudine de 20 m, aeroportul dispune de 1 pistă.

## Infrastructură

### Piste
Aeroportul dispune de o singură pistă. Pista are orientarea 01/19. 